# دستجرد (ورزقان)
دستجرد هي قرية في مقاطعة ورزقان، إيران. عدد سكان هذه القرية هو 409 في سنة 2006.